# Crash Test Dummies
Crash Test Dummies er et canadisk musikband, der blev dannet i 1988. Bandet fik sit gennembrud verden over i 1993 med hittet "Mmm Mmm Mmm Mmm" fra albummet God Shuffled His Feet. Gruppen har dog opnået minimal succes siden da. 
Weird Al Yankovics "Headline News" er en parodi på "Mmm Mmm Mmm Mmm".

## Diskografi
- 1991 The Ghosts that Haunt Me
- 1993 God Shuffled His Feet
- 1996 A Worm's Life
- 1999 Give Yourself a Hand
- 2001 I Don't Care That You Don't Mind
- 2002 Jingle All the Way
- 2003 Puss 'n' Boots
- 2004 Songs of the Unforgiven
- 2010 Oooh La La!

| Musikgruppe | Spire Denne artikel om en musikgruppe er en spire som bør udbygges. Du er velkommen til at hjælpe Wikipedia ved at udvide den. |